# 普拉瑟斯克里克鎮區 (北卡羅萊納州亞利加尼縣)
普拉瑟斯克里克鎮區（英語：Prathers Creek Township）是位於美國北卡羅萊納州亞利加尼縣的一個鎮區。

## 地方資料
普拉瑟斯克里克鎮區的面積為79.10平方千米，當中陸地面積為77.90平方千米，而水域面積為1.20平方千米。根據2020年美國人口普查的數據，當地共有人口858人，而人口密度為每平方千米10.85人。